# خودروی قراضه و خطرناک لوک
خودروی قراضه و خطرناک لوک (انگلیسی: Luke's Fatal Flivver) یک فیلم کمدی صامت کوتاه به کارگردانی هال روچ است که در سال ۱۹۱۶ منتشر شد.

## بازیگران
- هارولد لوید
- اسناب پالرد
- ببه دنیلز
- باد جیمیسون
- چارلز استیونسون
- هری تاد